# Проспект Шмидта (Могилёв)
Проспект Шмидта — назван в честь Отто Юльевича Шмидта.
Самая длинная улица в городе Могилёве, берёт своё начало от улицы Челюскинцев и идет до окончания территории города, до з-д ЗУБР
На проспекте Шмидта расположены крупнейшие могилёвские предприятия: ОАО «Могилёвхимволокно», "ЗУБР", ОАО "Заря", ТЭЦ-2, организации, банки, школы, магазины и жилые дома.